# Leadtek
Leadtek Research, Inc. je Tchajwanská společnost, založená v roce 1986, která se zaměřuje na výzkum a vývoj návrhů a výroby grafických karet.

## Produkty
Produkty v Leadtek Computer Group zahrnují WinFast Serie 3D grafických akcelerátorů (řady NVIDIA GeForce, běžné třídy i pokročilé), základních desek a multimediálních karet. Mezi produkty v Leadtek Communications Group patří video telefony, sledovací zařízení a GPS navigace.

## Leadtek GPS tým
Leadtek GPS tým patřil od roku 1997 mezi první výrobce GPS produktů, na Tchaj-wanu byl první. Velikost tohoto týmu zahrnuje 120 lidí, z toho polovina jsou RD inženýři. V současné době je uznáván jako jeden z největších světových výrobců Value-Added Manufacturers (VAM) pro GPS řešení.
V současné době produkty Leadtek GPS obsahují Pocket PC GPS příslušenství, v osobních vozidlech řešení PNDs, systém GPS a produkty s multimediálními a komunikačními schopnostmi a GPS moduly.

## GPS vývoj
- 1997 
Mezi prvními výrobci GPS produktů (první na Tchaj-wanu).
- 2000 
Leadtek GPS modul se stal tzv. „Chytrou anténou“.
modul (9531) SiRF Star I GPS modul (9520).
- 2001 
Miniaturní GPS anténa pro PDA.
9532 "Chytrá anténa".
9540/9542/9543 SS-2 modul.
- 2002 
9543LP modul/ 9546 SiRFXtrac modul.
9546 SiRFXtrac modul.
9534 CF card přijímač.
- 2003 
9551 SD card přijímač.
9547 SiRFLoc/ SiRFXtrac modul.
9800 2t host-based modul.
První Bluetooth GPS přijímač 9537-SiRF Star II.
- 2004 
První GPS přijímač (9553) - SiRF Star III chipset.
První SMD modul (9548) - SiRF Star III chipset.
První tiny Bluetooth GPS přijímač 9553.
SiRF Star II SMD modul (9805).
První GPS přijímač s RDS/TMC funkcemi (9815) do Evropského trhu.
- 2005 
All-in-one GPS Navigator (9700) - Win CE4.0 platforma.
- 2006 
9101LP/9548SLP/9552LP modul (SiRF Star III).
9805ST/9540G/9121/9122 modul (SiRF Star II).
9500EVK evaluation kit.
9559X Bluetooth GPS přijímač.
- 2007 
9450 GPS "Chytrá anténa".
9569 Bluetooth GPS přijímač.
9750/9752 PND (Personal Navigation Device).
- 2008 
LR 8M03 LBS Tracker.

## Recenze výrobků
- LEADTEK A6600GT TDH 128MB AGP 8x Video Card
- TDH 128MB AGP 8x Video Card
- Leadtek WinFast 7950 GX2 TDH